# Каменное (озеро, Андреапольский район)
Каменное — озеро в Тверской области России. Принадлежит бассейну Западной Двины.

## Расположение
Расположено на территории Волокского сельского поселения Андреапольского района. Находится в 36 км к северо-западу от города Андреаполь. Лежит на высоте 247,2 метра над уровнем моря.

## Характеристика
Озеро имеет в целом овальную форму, с несколькими заливами разной величины. Протяжённость с севера на юг составляет около 2,2 км, ширина до 1,6 км. Площадь водного зеркала — 2,5 км². Длина береговой линии — 8,7 км.
В озеро впадает река Пестовка и протоки, вытекающие из соседних озёр Долгое и Шарыгинское. Из юго-восточного конца вытекает река Каменец.

## Населённые пункты
Недалеко от восточного берега озера расположена деревня Шарыгино. Ранее на берегу озера также находились деревни Елисеево и Собки.